# Rio Bolovanul (Olt)
O Rio Bolovanul é um rio da Romênia afluente do Rio Olt, localizado no distrito de Olt.